# جينغل اول ذا واي
«جينغل أول ذا واي» (بالإنجليزية: Jingle All the Way)‏ هو فيلم كوميدي عائلي من أفلام عيد الميلاد الأمريكي صدر عام 1996، من إخراج بريان ليفانت ومن بطولة أرنولد شوارزنيجر وسينباد، البطلان يلعبان كدور والدين متنافسين للحصول على هدية عيد الميلاد، هوارد لانجستون (شوارزنيجر) المدمن على العمل ومايرون لارابي (سينباد) عامل البريد المجهول، كلاهما يحاولان يائسين شراء شخصية توربو-مان لأبنائهم في لحظة تسوق الأخيرة عشية عيد الميلاد.
الفيلم مستوحى من قصص عمليات بيع ألعاب عيد الميلاد الحقيقية، وقد كتب الفيلم راندي كورنفيلد. أعاد المنتج كريس كولومبوس كتابة النص، مضيفاً عناصر من الهجاء حول تسويق عيد الميلاد، وتم اختيار مشروع الفيلم بواسطة توينتيث سينشوري فوكس. أتاح تأخير إنتاج فيلم كوكب القردة (2001) انضمام شوارزنيجر لبطولة الفيلم، في حين اختار كولومبوس أن يضع سينباد من قِبَل جو بيشي في الفيلم ليلعب دور مايرون. تم تصوير جينغل أول ذا واي في عدة مواقع في مدينتي منيابولس وسانت بول، بما في ذلك مول أمريكا. بعد خمسة أسابيع من التصوير، انتقل الإنتاج إلى كاليفورنيا حيث تم تصوير مشاهد مثل موكب النهاية هناك.
حصل الفيلم على نسبة موافقة 15٪ على روتن توميتوز، مشيراً إلى «لهجته غير المتساوية» التي لا توازن بين التهريج والهجاء بشكل جيد. حقق 129 مليون دولار في جميع أنحاء العالم، وتلقى البث العادي على شاشة التلفزيون خلال موسم عيد الميلاد. في عام 2001، أُمِرَت شركة فوكس بدفع 19 مليون دولار لموراي هيل لسرقة فكرة الفيلم؛ وتم إلغاء الحكم بعد ثلاث سنوات. يُعَد الفيلم التعاون الثالث والأخير بين سينباد وفيل هارتمان بعد كونهيدز(1993) وهاوسجيست (1995)، ويُعتبر الفيلم الأخير الذي صدر لهارتمان وهو على قيد الحياة. على الرغم من الاستقبال النقدي السلبي، إلا أنها حظي بشعبية كبيرة خلال عيد الميلاد وغالباً ما يتم عرضه على التلفزيون طوال موسم العطلات.

## القصة
هوارد لانغستون يعمل كموظف المبيعات وهو مدمن على العمل في مكتبه في منيابولس، يحب زوجته ليز وابنه البالغ من العمر تسع سنوات، جيمي، لكنه غير قادر على إيجاد الوقت لعائلته وغالبًا ما يُلقى عليه اللوم من قبل جاره السيء تيد مالتين، جاره تيد مطلق ويريد جارته ليز، لديه مشاعر تجاهها لكن بلا مقابل. بعد أن فاته تخرج جيمي من بطولة الكاراتيه، قرر هوارد تعويض نفسه من خلال تحقيق رغبة جيمي في عيد الميلاد بشراء شخصية كرتونية تُدعى Turbo-Man، وهو بطل تلفزيوني شهير، على الرغم من أن ليز طلبت منه بالفعل شراء واحد قبل أسبوعين، وهو ما نسيه هوارد. عشية عيد الميلاد، شرع هوارد في شراء اللعبة، لكنه اكتشف أن كل المتتجر قد باعتها، وفي هذه العملية يطور منافسة مع مابرون لاربي، وهو أب عامل بريد يريد شراء نفس الهدية لابنه.
يحاول هوارد شراء شخصية في حالة من اليأس من ماركة ألعاب مزيفة، ومع ذلك، تحدث مشاجرة ضخمة في المستودع هناك والتي تم تفكيكها عند وصول الشرطة. ينجو هوارد بصعوبة من الاعتقال من خلال التظاهر بأنه ضابط سري. يصبح هوارد منهكًا من فشله بشراء اللعبة ونفاذ وقود السيارة، يذهب هوارد إلى مطعم "Mickey's Diner" ويتصل بالمنزل، عازمًا على إخبار زوجته بالحقيقة. يجيب جاره جيمي على الهاتف لكنه يستمر في تذكير هوارد بوعده بالعودة إلى المنزل في الوقت المناسب لمهرجان عطلة الشتاء السنوي. بعد أن فقد صبره، يصرخ هوارد على جيمي، وبعد ذلك يشعر بالذنب والاكتئاب بعد أن وبخه جيمي لعدم وفائه بوعوده. يجد هوارد منافسه في اللعبة مايرون في المطعم؛ فيتبادلون تجاربهم مع عائلاتهم وهم يشربون القهوة، يخبر مايرون عن استيائه من والده لفشله في الحصول على جوني سيفين OMA لعيد الميلاد وهو طفل. تعلن محطة إذاعية عن مسابقة للحصول على دمية توربو مان. فيركض هوارد ومايرون ويتسببا بمشاجرة في المطعم، أدت المشاجرة التي إلى تلف هاتف المطعم، مما أجبر هوارد ومايرون على التسابق إلى محطة الراديو سيرًا على الأقدام، حيث أخبرهم منسق الموسيقى أن المنافسة كانت في الواقع للحصول على شهادة هدية Turbo-Man. عند وصولهم لمحطة الراديو، يتم تنبيهم من قبل الشرطة، لكن هوارد ومايرون يهربان بعد أن هدد مايرون الضباط بقنبلة مفخخة، والتي أطلقها أحد الضباط عن طريق الصدفة.
عند عودة هاورد إلى سيارته، وجد أنها سُرِقَت وجُرِّدت من قبل لصوص السيارات، ورُشوا على الزجاج الأمامي "Merry X-Mas". عاد إلى المنزل في شاحنة سحب فقط ليجد تيد يضع النجم على شجرة عيد الميلاد الخاصة به. رداً على ذلك، يحاول هوارد سرقة دمية Turbo-Man التي اشتراها لابنه جوني، لكن لا يستطيع غي النهاية إجبار نفسه لسرقة اللعبة من طفل. لسوء الحظ، يتم القبض عليه متلبسًا ويُترك بمفرده بينما تذهب عائلته إلى احتفالات عيد الميلاد مع تيد. بعد أن ترك جيمي وجوني السيارة، يحاول تيد التحرش بليز، لكنها رفضت ذلك بشدة وضرباه بشراب البيض الذي قدمه لها. في هذه الأثناء، يتذكر هوارد وعده لجيمي بالذهاب إلى عرض الاحتفالات، ويقرر الحضور أيضًا، لكنه يصادف الضابط من محطة الراديو. تؤدي المطاردة التي تلت ذلك إلى اختباء هوارد داخل غرفة تخزين، حيث يخطئ المدير في مؤدي شخصية Turbo-Man، ويجبر هوارد على إرتداء زيّه. بصفته Turbo-Man، يستغل هوارد فرصته لتقديم إصدار محدود من شخصية الحركة إلى جيمي، لكن مايرون يواجههم، مرتديًا زي Dementor، وهو عدو Turbo-Man. على الرغم من مناشدات هوارد لـ مايرون بالتوقف، تبع ذلك مطاردة طويلة، تضمنت حتى رحلة طيران. يحصل مايرون على اللعبة من جيمي لكن ضباط الشرطة يحاصرونه، بينما ينقذ هوارد ابنه. يكشف هوارد عن نفسه لعائلته ويعتذر عن عيوبه. تُعيد الشرطة اللعبة إلى جيمي أثناء اعتقال مايرون، لكن جيمي قرر إعطاء اللعبة إلى مايرون من أجل ابنه، معلناً أن والده هو بطله الحقيقي بينما يحمل الحشد هوارد لكونه بطلًا بينما ينظر مايرون ويبتسم.
في مشهد النهاية في تلك الليلة، أنهى هوارد تزيين شجرة عيد الميلاد الخاصة بهم من خلال وضع النجمة في الأعلى. ولكن عندما تسأل ليز هوارد عما إذا أحضر لها هدية، أدرك في رعب أنه نسي شراء هدية لها.

## طاقم التمثيل
- أرنولد شوارزنيجر بدور هوارد لانجستون.
- سينباد بدور ميرون لارابي.
- فيل هارتمان بدور تيد مالتين.
- ريتا ويلسون بدور ليز لانجستون.
- جايك لويد بدور جيمي لانجستون.
- روبرت كونراد بدور ألكسندر هاميل.
- مارتن مول بدور السيد بونيتال مان.
- جيمس بيلوشي بدور سانتا.
- إي. جي. دي لا بينا بدور جوني مالتين.
- لارين نيومان بدور السيدة الأولى.
- هارفي كورمان بدور الرئيس.
- ريتشارد مول بدور ديمينتور.
- كورتيس أرمسترونغ.
- بول وايت بدور سانتا العملاق
- دانيال ريوردان.

## الإنتاج

### تطوير فكرة الفيلم
الفيلم مستوحى من ارتفاع الطلب على ألعاب عيد الميلاد مثل كاباج باتش ومايتي مورفين باور رينجرز في أواخر الثمانينيات وأوائل التسعينيات، مما أدى غالبًا إلى البحث المكثف والعنف بين المتسوقين بشأن العثور على الألعاب. كتب راندي كورنفيلد السيناريو الأصلي للفيلم بعد أن شاهد أهله يذهبون إلى متجر ألعاب سانتا مونيكا عند الفجر من أجل الحصول على لعبة باور رينجر، كتب النص كورنفيلد، وأثناء كتابته اعترف بفقدان صخب الأطفال تجاه ألعاب كاباج باتش وباور رينجرز، في ذلك الوقت، واجه المنتج كريس كولومبوس موقفًا مشابهًا في عام 1995 عندما حاول الحصول على شخصية بظ يطير من سلسلة أفلام حكاية لعبة، الذي صدر في ذلك العام، ونتيجة لذلك، أعاد كتابة نص كورنفيلد، والذي تم قبوله من قبل شركة توينتيث سينشوري فوكس. كان كولومبوس دائمًا «منجذبًا إلى الجانب المظلم من أسعد عطلة في العام»، لذلك كتب عناصر من الفيلم على أنها هجاء لتسويق عيد الميلاد.
تم التعاقد مع بريان ليفانت لإخراج الفيلم. قال كولومبوس أن ليفانت «فهم روح الدعابة في النص» و«كان متحمسًا ومتشجعًا للغاية، ولديه رؤية لما يريد أن يفعله». قال ليفانت «القصة المهمة بالنسبة لي القصة بين الأب والابن... فهي قصة عن الحب، ورحلة الأب لإيصال الحب على شكل دمية توربو مان. حقيقة أنني حصلت على تصميم لعبة النص والقيام بالإعلانات التجارية وشراء الأزياء والكتب المصورة كان أمرًا ممتعًا بالنسبة لي كمخرج. ولكن في أصوله، الفيلم يدور حول شيء جميل حقًا، إنه يتعلق بالحب وبناء الأسرة. أعتقد أن هذا يستحق كل ما فعلته.»
تم اختيار أرنولد شوارزنيجر بسرعة. أصبح أرنولد متاحًا في فبراير 1996 بعد إعادة إنتاج فوكس لفيلم كوكب القردة؛ كما أجّل كولومبوس هذا المشروع للبدء بعمل على جينغل أول ذا واي. يمثل الفيلم ظهور شوارزنيجر الرابع بدور كوميدي، بعد فيلم التؤام (1988) وشرطي الحضانة (1990) وجونيور (1994). تم دفع 20 مليون دولار لشوارزنيجر مقابل هذا الدور. استمتع أرنولد بالفيلم، خاصة بعد أن جرّب التسوق في عيد الميلاد في اللحظة الأخيرة بنفسه، وانجذب إلى تأدية دور شخصية «عادية» في فيلم عائلي. أراد كولومبوس في البداية أن يؤدي جو بيسكوبو دور مايرون، لكن تم اختيار الممثل الكوميدي سينباد بدلاً من ذلك، ويرجع ذلك جزئيًا إلى طوله وحجمه المماثل لشوارزنيجر. تم اقتراح سينباد للفيلم من قبل وكيل شوارزنيجر، لكن المنتجين شعروا بأنه غير مناسب لدور الشرير لأنه قد يضر بعمله الكوميدي وسمعته النظيفة الموجهة نحو كوميديا الأسرة، على الرغم من ذلك، شعر سينباد أن الشخصية ستولد تعاطف الجمهور بدلاً من كرهه. علاوة على ذلك، فقد غاب عن الاختبار بسبب ظهوره مع السيدة هيلاري كلينتون والمغنية شيريل كرو في جولة الولايات المتحدة للبوسنة والهرسك، وعلى الرغم من أن سينباد شعر أنه قد «أفسد» الأمر، لكن كولومبوس انتظر عودته للسماح له بإجراء الاختبار. ارتجل سينباد في معظم أدواره في الفيلم؛ كما ارتجل شوارزنيجر العديد من ردود أفعاله في محادثاته مع شخصية سينباد.

### التصوير
تم التصوير في مينيسوتا لمدة خمسة أسابيع من 15 أبريل 1996. في ذلك الوقت، كان الفيلم أكبر فيلم يتم إنتاجه في الولاية. تم تصوير الفيلم في منطقة منيابولس سانت بول، وفي مواقع مثل مول أمريكا في بلومنغتون، ومطعم ميكيز دينر، ووسط مدينة منيابولس، والمناطق السكنية في إدينا وفي وسط مدينة سانت بول بشكل رئيسي. تم إعادة تزيين المتاجر غير المستخدمة في منطقة سيفينث بليس مول لتشبه المتاجر المزينة بأعياد الميلاد، بينما تم استخدام استوديوهات إنيرجي بارك في معظم فترات التصوير وظلت أضواء الكريسماس مضاءة في رايس بارك لاستخدامها في الفيلم. أثبت «مول أمريكا» و«الطقس شبه الشتوي» بالولاية جاذبيتهما للتصوير. على الرغم من أن شوارزنيجر صرح بأن السكان المحليين كانوا «متعاونين» وتحلوا بـ«حسن التصرف»، إلا أن ليفانت غالبًا ما وجد التصوير «مستحيلًا» بسبب حجم وضوضاء الحشود التي أتت لمشاهدة الإنتاج، خاصة في مول أمريكا، ولكن بشكل عام، كان السكان المحليون «محترمون» و«محبوبون». أمضى ليفانت عدة أشهر في المنطقة قبل التصوير من أجل الاستعداد. حصل الفيلم على رخصة فنية لإظهار منيابولس وسانت بول كمدينة واحدة، حيث كان ذلك أسهل من الناحية اللوجستية؛ إذ تم تسمية الشرطة «شرطة المدن التوأم» في الفيلم.
تم تصوير العرض في يونيفرسال ستوديوز هوليوود في كاليفورنيا في شارع نيويورك، بسبب مخاوف تتعلق بالسلامة. تم تصوير العرض من الأعلى بواسطة طائرات الهليكوبتر وتم دمجها باستخدام ماتي مع لقطات للشارع الواقعي. استغرق التصوير ثلاثة أسابيع، مع استخدام 1500 من الإضافات والدمج في المشاهد، إلى جانب ثلاث عوامات مصممة خصيصًا لذلك. تم تصوير أجزاء أخرى من الفيلم في لوس أنجلوس، كاليفورنيا تضمنت متجرًا داخليًا، ومشهد قتال المستودعات بين هوارد وسانتا المجرم. لقد تم إنشاء وتصميم دمية Turbo-Man للفيلم، وبالتالي، تم تصوير جميع الإعلانات التجارية والمشاهد من مسلسل Turbo-Man التلفزيوني بواسطة ليفانت، في حين أن جميع منتجات Turbo-Man والتعبئة والدعائم المعروضة في الفيلم كانت مخصصة لمرة واحدة ومصممة لتبدو «أصلية، كما لو لقد نشأوا جميعًا من نفس المصنع.» انتهى الإنتاج الرئيسي في أغسطس؛ قال كولومبوس «تم ضبط الصورة بدقة حتى آخر دقيقة ممكنة،» باستخدام جماهير اختبار متعددة «لمعرفة أين تكمن المشاهد المضحكة بالفعل.»

## الموسيقى التصويرية
أصدرت شركة TVT Records الألبوم الصوتي للفيلم على قرص صوتي مضغوط في 26 نوفمبر 1996. يضم الفيلم إنتاجين فقط من مقطوعات الملحن ديفيد نيومان من، ولكنه يضم العديد من الأغاني لفنانين آخرين مدرجين في الفيلم، بالإضافة إلى أغاني عيد الميلاد الأخرى والإنتاجات الموسيقية الجديدة لأوركسترا براين سيتزر. في 3 نوفمبر 2008، أصدرت شركة Intrada Music Group إصدارًا محدودًا من مجموعة مميزة لموسيقى نيومان المكونة من 23 إنتاجاً.

### قائمة الأغاني
| #   | عنوان                                      | الفنان                           | المدة |
| --- | ------------------------------------------ | -------------------------------- | ----- |
| 1.  | "جنغل بلز"                                 | بريان سيتزر                      | 2:18  |
| 2.  | "So They Say It's Christmas"               | لو رولس                          | 4:05  |
| 3.  | "Sleigh Ride"                              | دارلين لوف                       | 2:36  |
| 4.  | "Run Rudolph Run"                          | تشاك بيري                        | 2:44  |
| 5.  | "It's the Most Wonderful Time of the Year" | جوني ماثيس                       | 2:47  |
| 6.  | "Merry Christmas Baby"                     | تشارلز براون                     | 4:47  |
| 7.  | "Back Door Santa"                          | كلارنس كارتر                     | 2:09  |
| 8.  | "The Christmas Song"                       | نت كينغ كول                      | 3:10  |
| 9.  | "Jingle Bell Rock"                         | بوبي هيلمز                       | 2:12  |
| 10. | "Father and Son"                           | ديفيد نيومان                     | 3:00  |
| 11. | "Finale"                                   | ديفيد نيومان                     | 4:02  |
| 12. | "Deep in the Heart of Christmas"           | أوركسترا براين سيتزر ودارلين لوف | 2:52  |

## الإصدار
نظرًا لأن شوارزنيجر وقّع على الفيلم في فبراير وتم تصوير الفيلم بسرعة كبيرة، كانت مدة الترويج فقط ستة أشهر ونصف بدلاً من عام. على الرغم من ذلك، كتب العديد من النقاد أن الفيلم كان يُصنع فقط من أجل بيع اللعبة. رفض كولومبوس هذه الفكرة، مشيرًا إلى أنه مع تصنيع ما يقرب من 200000 لعبة Turbo-Man، كان الترويج أقل بكثير من العروض الترويجية للأفلام الأخرى في ذلك العام، مثل سبيس جام و101 مرقش. تزامن إصدار الفيلم مع إصدار دمية Tickle Me Elmo، حيث أدى ارتفاع الطلب على الدمية خلال موسم عيد الميلاد عام 1996 إلى مهاجمة المتاجر المشابهة لتلك التي تم تصويرها لـTurbo-Man. أقيم العرض العالمي الأول للفيلم في 16 نوفمبر 1996 في مول أمريكا في بلومنغتون، حيث تم تصوير أجزاء من الفيلم. أُقيم يوم من أيام العرض للاحتفال بإصدار الفيلم، وفي ذلك اليوم تبرع شوارزنيجر بتذاكر الفيلم إلى بلانيت هوليوود.

### العرض الداخلي
تم إصدار الفيلم على شكل في إتش إس في أكتوبر 1997، وفي نوفمبر 1998 تم إصداره على قرص دي في دي، تمت إعادة إصداره على قرص دي في دي في ديسمبر 2004، تلاه إصدار موسّع في أكتوبر 2007، والمعروف باسم "Family Fun Edition"؛ إذ احتوى على عدة دقائق من اللقطات الإضافية، بالإضافة إلى إضافات دي في دي أخرى مثل ميزة فيديوهات ما وراء الكواليس. في ديسمبر من العام التالي، تم إصدار "Family Fun Edition" على قرص بلو راي.

## الاستقبال

### شباك التذاكر
افتُتِح جينغل أول ذا واي في 22 نوفمبر، وحقق 12.1 مليون دولار أمريكي في أول عطلة نهاية أسبوع له، وافتُتِح في المركز الرابع خلف ستار تريك: أول اتصال وسبيس جام وفدية؛ واصل الفيلم إيراداته ليصل إلى 129 مليون دولار في جميع أنحاء العالم، لتعويض ميزانيته البالغة 75 مليون دولار. صدر الفيلم في المملكة المتحدة في 6 ديسمبر 1996، وتصدّر شباك التذاكر في البلاد في نهاية الأسبوع.

### رؤى نقدية
على روتن توميتوز، حصل الفيلم على نسبة موافقة تبلغ 15% بناءً على 46 مراجعة ومتوسط تقييم بلغ 3.9 / 10. كان الإجماع النقدي للموقع أن «أرنولد شوارزنيجر بذل قصارى جهده، لكن عانى الفيلم من نغمة غير متوازنة، حيث يتحول بشكل كبير من هجاء محتمل على المادية إلى مهرجان تهريجي عجيب.» على موقع ميتاكريتيك، حَصَد الفيلم على 34% بناءً على آراء 23 ناقدًا، مما يشير إلى «مراجعات غير ملائمة بشكل عام». أعطت الجماهير التي استطلعت آراءها على سينماسكور متوسط الفيلم درجة "B+" على مقياس A+ إلى F.
شَعَر إيمانويل ليفي أن الفيلم «معقّد للغاية» وانتقد اتجاه ليفنت. على الرغم من أنه شعر أن السيناريو لم يوفر فرصة كافية لهارتمان وويلسون وكونراد لتقديم عروض استثنائية، إلا أنه رأى أن «شوارزنيجر طور عرضًا هزليًا خفيفًا، يتخللها أحيانًا مقطع ساخر»، بينما «يتمتع سينباد بلحظات جيدة».
شعرت الناقدة جانيت ماسلين من صحيفة نيويورك تايمز أن الفيلم يفتقر إلى أي قصة حقيقية، وفشل في محاولته للسخرية، وكان يجب أن يضم ابن مايرون بدلاً من ذكره فقط، وذكرت دور هارتمان بأنه لا أهمية له، بينما كان إخراج ليفانت «فاتراً»، وبالمثل، انتقد نيل سميث مراسل بي بي سي سيناريو الفيلم، وانتقد تركيزه على تسويق الكريسماس، بالإضافة إلى أداء شوارزنيجر، لكنه قام بالثناء على أداء هارتمان.

## الجزء الثاني
بعد مرور أكثر من 18 عامًا على إصدار الفيلم، تم إصدار تكملة له بعنوان جينغل أول ذا واي 2 (بالإنجليزية: Jingle All the Way)‏ على شكل دي في دي في ديسمبر 2014. من إخراج آليكس زام وإنتاج إستوديوهات دبليو دبليو إي وتوينتيث سينشوري فوكس، الفيلم له حبكة مشابهة لحبكة الجزء الأول، لكنه بخلاف ذلك غير متصل بالجزء القديم وليس له أي من الممثلين أو الشخصيات الجزء الأسبق. لعب الأدوار الرئيسية لاري ذا كيبل جاي وسانتينو ماريلا.

## روابط خارجية
- جينغل اول ذا واي على موقع IMDb (الإنجليزية)
- جينغل اول ذا واي على موقع ميتاكريتيك (الإنجليزية)
- جينغل اول ذا واي على موقع روتن توميتوز (الإنجليزية)
- جينغل اول ذا واي على موقع نتفليكس (الإنجليزية)
- جينغل اول ذا واي على موقع قاعدة بيانات الأفلام العربية
- جينغل اول ذا واي على موقع ألو سيني (الفرنسية)
- جينغل اول ذا واي على موقع Turner Classic Movies (الإنجليزية)
- جينغل اول ذا واي على موقع أول موفي (الإنجليزية)
- جينغل اول ذا واي على موقع بوكس أوفيس موجو (الإنجليزية)
- جينغل اول ذا واي على موقع فيلمافينيتي (الإسبانية)